# Make Up For Ever
Make Up For Ever est une entreprise française de cosmétique du groupe LVMH.
Fondée par Dany Sanz en 1984 et basée à Paris, c'est d'abord avec une gamme courte pour les professionnels que la marque est lancée. Depuis 1999, c'est une filiale du groupe de luxe LVMH - Moët Hennessy Louis Vuitton.
Les produits sont notamment distribués via les magasins Sephora appartenant aussi à LVMH, des parfumeries sélectionnées ainsi qu'un site internet ; mais la marque vise également toujours le marché des professionnels,.

## Histoire
Ancienne étudiante de l’école des Beaux-arts, Dany Sanz, fondatrice de Make Up For Ever, réalise un body-painting improvisé dans le cadre d'un spectacle de théâtre.
En 1975, avec un maquilleur nommé Christian Chauveau, elle ouvre une école internationale de maquillage à Paris. Autodidacte, elle y enseigne l'art du maquillage pendant quinze ans. Au programme : démonstrations d’effets spéciaux, maquillages pour le cinéma, la télévision, la mode et la scène. Cependant, des produits de maquillage spécifiques lui manquent. 
À la fin des années 1970, c’est dans la cuisine de l’école de maquillage qu’elle créée ses premières formules, pour les besoins de ses élèves, mais aussi de ses anciens élèves devenus maquilleurs. Par leur intermédiaire, ses produits acquièrent une notoriété internationale. C’est ainsi qu’elle va créer Make Up For Ever en 1984. 
Make Up For Ever s’adresse aux professionnels, artistes de la scène, makeup artists et au grand public.
Dany Sanz, est le mentor de plusieurs générations de maquilleurs professionnels qu’elle a formés, incluant des directeurs artistiques reconnus. 
La marque anime également un réseau d’une dizaine d’académies dans le monde qui forment la génération des maquilleurs de demain.

## Activités
Depuis la création de Make Up For Ever, l'entreprise s'adresse aux besoins spécifiques des professionnels. L’un des succès commerciaux de la marque est le fond de teint Ultra HD. Cette gamme est conçue au départ pour répondre aux besoins des maquilleurs travaillant sur les plateaux de cinéma et de la télévision. Depuis l’apparition de la technologie HD dans le monde audiovisuel, les images haute définition exigent une nouvelle formule de maquillage afin qu’il soit imperceptible à l’écran. En 2011, Make Up For EverR lance une campagne de communication présentant des visuels non retouchés de mannequins avec le maquillage de la gamme HD. En 2015, alors que la technologie des caméras 4K se généralise dans l’industrie cinématographique, Make Up For Ever développe son fond de teint HD pour en sortir une version Ultra HD. 80 % des produits Make Up For Ever sont créés à la demande de professionnels et se diffusent ensuite au grand public.
Make Up For Ever s'appuie sur les aptitudes cosmétique du laboratoire Hélios, le centre Recherche et développement de LVMH. En 2017, Make Up For Ever organise la première édition de son Make Up University Formulation Challenge, en partenariat avec l’ISIPCA, ITECH, l’EBI Cergy et les universités de Montpellier et du Havre dans l’objectif est d’imaginer de nouveaux produits.
Make Up For Ever s’associe à LVMH afin de mettre en place des initiatives tournées vers les femmes en situation de précarité ou de maladie pour les aider à se réapproprier leur image, par exemple, dans le cadre d’opérations comme « Une Journée pour soi».

## Compte de résultat
|                                        | 2012 | 2013 | 2014 | 2015 | 2016 | 2017 | 2018  | 2019 |
| -------------------------------------- | ---- | ---- | ---- | ---- | ---- | ---- | ----- | ---- |
| Chiffre d'affaires en millions d'euros | 88   | 98   | 103  | 137  | 135  | 139  | 100   | 75   |
| Résultat net en millions d'euros       | +7,2 | +5,5 | +5,4 | +6,9 | +2,0 | -2,0 | -30,0 | -8,4 |
| Effectif moyen annuel                  | 255  | 288  | 309  | 349  | 380  | 410  | nc    | 129  |